# Johann Friedrich Klöffler
Johann Friedrich Klöffler (* 20. April 1725 in Kassel; † 6. Februar 1790 in Burgsteinfurt) war ein deutscher Komponist.

## Leben
Klöffler wurde als Sohn des Schulmagisters Johann Caspar und dessen Ehefrau Anna Gela Ilsenius geboren. Über die ersten Jahre seines Lebens ist nicht viel bekannt. Er wird wahrscheinlich die Schule in der Oberneustadt in Kassel besucht haben, an der sein Vater angestellt war. Musikunterricht  hat er möglicherweise von Musikern der Kasseler Hofkapelle erhalten, da familiäre Beziehungen zum Hofe des Prinzen Wilhelm bestanden.
Ab 1750 war er nachweislich als Bediensteter des Hofes zu Burgsteinfurt angestellt, dem Jahr, in dem Karl Paul Ernst von Bentheim-Steinfurt (1729–1780) die Regierung in Burgsteinfurt antrat. Graf Paul Ernst war ein hochgebildeter, kunst- und musikliebender Fürst, der hervorragend Flöte spielen konnte. Förderung der Musik war ein erklärtes Ziel seiner Regierung, denn schon 1752 richtete er ein Theater und Orchester ein, ernannte 1753 Johann Friedrich Klöffler als Konzertmeister und verlieh ihm 1754 den Titel eines Director Musices. Dieses Directorium musste anfänglich gratis versehen werden. So blieb die Hauptarbeit Klöfflers die Finanzverwaltung des Hofes.
Zunächst handelte es sich  um Kammerkonzerte, die regelmäßig aufgeführt wurden. Nach dem Bau des Bagno, eines Konzertsaales, wurden zunehmend öffentliche Sinfoniekonzerte angeboten. Hierzu lieferte auch Klöffler seinen Beitrag mit zahlreichen Sinfonien, Kammermusik und Klaviersonaten. Flötenmusik war jedoch am Hofe besonders beliebt und so war es klar, dass Klöffler hier besonders gefordert war. Gerade seine Flötenkonzerte machten großen Eindruck. Sie wurden an allen Höfen Europas geschätzt. Mehrfach wurden seine Kompositionen verlegt und so erreichte sein musikalisches Ansehen zwischen 1770 und 1790 seinen Höhepunkt. Er wurde Mitglied der Gesellschaft „Utile Dulci“ in Stockholm, eine besondere Ehre, zu deren Überreichung er extra nach Amsterdam reiste. Er gehörte musikalisch zur sogenannten Mannheimer Schule.
Seit 1781 führte Johann Friedrich Klöffler ausgedehnte Konzertreisen durch. Besonders beeindruckt war das Publikum von seiner Schlachtensinfonie mit zwei Orchestern, ein einzigartiges Novum seiner Zeit. So sind Aufführungen nachgewiesen in Amsterdam (1777), Kassel (1781), Frankfurt am Main (1781), Berlin (1781), Hamburg (1782), Lübeck (1782), Kopenhagen (1783), London (1783), Braunschweig (1783), Königsberg (1783), Riga (1784), Sankt Petersburg (1784), Moskau (1784), Wetzlar (1786), Mainz (1786), Augsburg (1786), München (1787), Wien (1787) und Linz (1787).
1786 wurde er von der Leitung der Hofkapelle aus Altersgründen entbunden und dem ersten Geiger übertragen, er blieb aber Director Musice. Neben seiner Laufbahn als Komponist und Musiker versah er jedoch seinen Hofdienst in der Finanzverwaltung und stieg bis zum geheimen Finanz Assessor auf (1780).  So sind verschiedene Anmerkungen Klöfflers zur Finanzverwaltung, Lohgerberei, Postwesen und „Wie man sein Kapital mit dem größten Nutzen anwenden könnte“ nachgewiesen.
1789 aus dem Dienst in allen Ehren entlassen, starb er am 6. Februar 1790 in Burgsteinfurt.

## Werkverzeichnis nach Ursula Götze 1965
- Op. 1 Sechs Konzerte für 1 und 2 Flöten, 2 Violinen, Viola, Bass und 2 Hörner ad lib. (D-Dur, G-Dur, C-Dur, C-Dur, F-Dur, A-Dur)
- Op. 2 Drei Konzerte für Flöte, 2 Violinen, Viola, Bass und 2 Hörner ad lip. (F-Dur, D-Dur, B-Dur)
- Op. 3 Drei Konzerte für 2 Flöten, 2 Violinen, Viola, Bass und 2 Hörner ad lib. (D-Dur, G-Dur, C-Dur)
- Op. 4 Sechs Duette für 2 Flöten (C-Dur, G-Dur, D-Dur, C-Dur, E-moll, F-Dur)
- Op. 5 Sechs Sonaten für 2 Flöten und Generalbass (d-Dur, G-Dur, C-Dur, A-Dur, D-Dur, G-Dur)
- Op. 6 Sechs Sonaten für Klavier (F-Dur, C-Dur, F-Dur, B-Dur, A-Dur)
- Op. 7 Sechs Duette für 2 Flöten (D-Dur, G-Dur, C-Dur, F-Dur, Es-Dur, A-Dur)
- Nr. 1 Sinfonie Périodique Nr. I für Streicher, 2 Flöten oder Oboen und 2 Hörner (C-Dur)
- Nr. 2 Sinfonie Périodique Nr. I für Streicher, 2 Flöten oder Oboen und 2 Hörner (D-Dur)
- Nr. 3 Sinfonie Périodique Nr. XXIII für Streicher, 2 Flöten oder Oboen und 2 Hörner (D-Dur)
- Nr. 4 Sinfonie Périodique Nr. III für Streicher, 2 Flöten oder Oboen und 2 Hörner (Es-Dur)
- Nr. 5 Sinfonie Périodique Nr. XXV für Streicher, 2 Flöten oder Oboen und 2 Hörner (Es-Dur)
- Nr. 6 Sinfonie Périodique Nr. III für Streicher, 2 Flöten oder Oboen und 2 Hörner (F-Dur)
- Nr. 7 Sinfonie Périodique Nr. XV für Streicher, 2 Flöten oder Oboen und 2 Hörner (B-Dur)
- Nr. 8 Konzert für Klavier und Orchester (D-Dur)
- Nr. 9 Bataille für zwei Orchester je Str., 2 Fl., 2 Ob., 2 Hr., 2 Tr., und Pkn. (D-Dur)
- Nr. 10 Sinfonie Militaire für Str., 2 Fl., 2 Ob., 2 Hr., 2 Tromp. ad lib. u. Pkn. (D-Dur)
- Nr. 11 Sinfonie Militaire für Str., 2 Fl., 2 Ob., 2 Hr., 2 Tr.,  und Pauken (D-Dur)
- Nr. 12 Sinfonie Bravoura für Str., 2 Fl., 2 Ob., 2 Hr., 2 Tr. und Pkn. (D-Dur)
- Nr. 13 Sinfonie Bravoura für Str., 2 Fl., 2 Ob., 2 Hr., 2 Tr. und Pk. (D-Dur)
- Nr. 14 Sinfonie Bravoura für Str., 2 Fl., 2 Ob., 2 Hr. und Pk. (d-Dur)
- Nr. 15 Sinfonie l´Orage et Tempete für Str., 2 fl., 2 Ob., 2 Hr., und Pk. (D-Dur)
- Nr. 16 Sinfonie Tempète für Str., 2 Fl., 2 Ob., 2 Hr. und Pk. (D-Dur)
- Nr. 17 Sinfonie für Str., 2 Fl., 2 Ob., 2 Hr., und Pk. (D-Dur)
- Nr. 18. Sinfonie für Streicher und 2 Flöten (D-Dur)
- Nr. 19 Sinfonie für Streicher u. 2 Flöten (D-Dur)
- Nr. 20 Konzert für 2 Flöten und Orchester (D-Dur)
- Nr. 21 Konzert für 2 Flöten und Orchester (D-Dur)
- Nr. 22 Konzert für Flöte und Orchester (D-Dur)
- Nr. 23 Konzert für Flöte und Orchester (D-Dur)
- Nr. 23a Konzert für Cembalo und Orchester (es-Dur)
- Nr. 24 Konzert für Flöte und Orchester (D-Dur)
- Nr. 25 Konzert für Flöte und Orchester (D-Dur)
- Nr. 26 Konzert für Flöte und Orchester (D-Dur)
- Nr. 27 Konzert für Flöte und Orchester (D-Dur)
- Nr. 28 Nonett für  2 Fl., 2 V., 2 Va., 2 Vc., u. Kb. (C-Dur)
- Nr. 28a Nonett für 2 Fl., 2 V., 2 Va., 2 Vc., un Kb. (C-Dur)
- Nr. 29 Quintett für Fl., V., 2 Va., und Vc. (Es-Dur)
- Nr. 30 Sechs Quartette für 4 Querflöten (D-Dur, C-Dur, G-Dur, D-Dur, A-Dur, G-Dur)
- Nr. 31 Quartett für Fl., V., Va. u. Vc. (D-Dur)
- Nr. 32 Duett für 2 Flöten (C-Dur)
- Nr. 33 Duett für 2 Flöten (D-Dur)
- Nr. 34 Duett für 2 Flöten (G-Dur)
- Nr. 35 Duett für 2 Flöten (G-Dur)